# 始華湖
始華湖（シファホ、시화호）は、大韓民国京畿道にある湾を仕切って造られた人造湖であり、始興市、安山市、華城市などに囲まれている。

## 概要

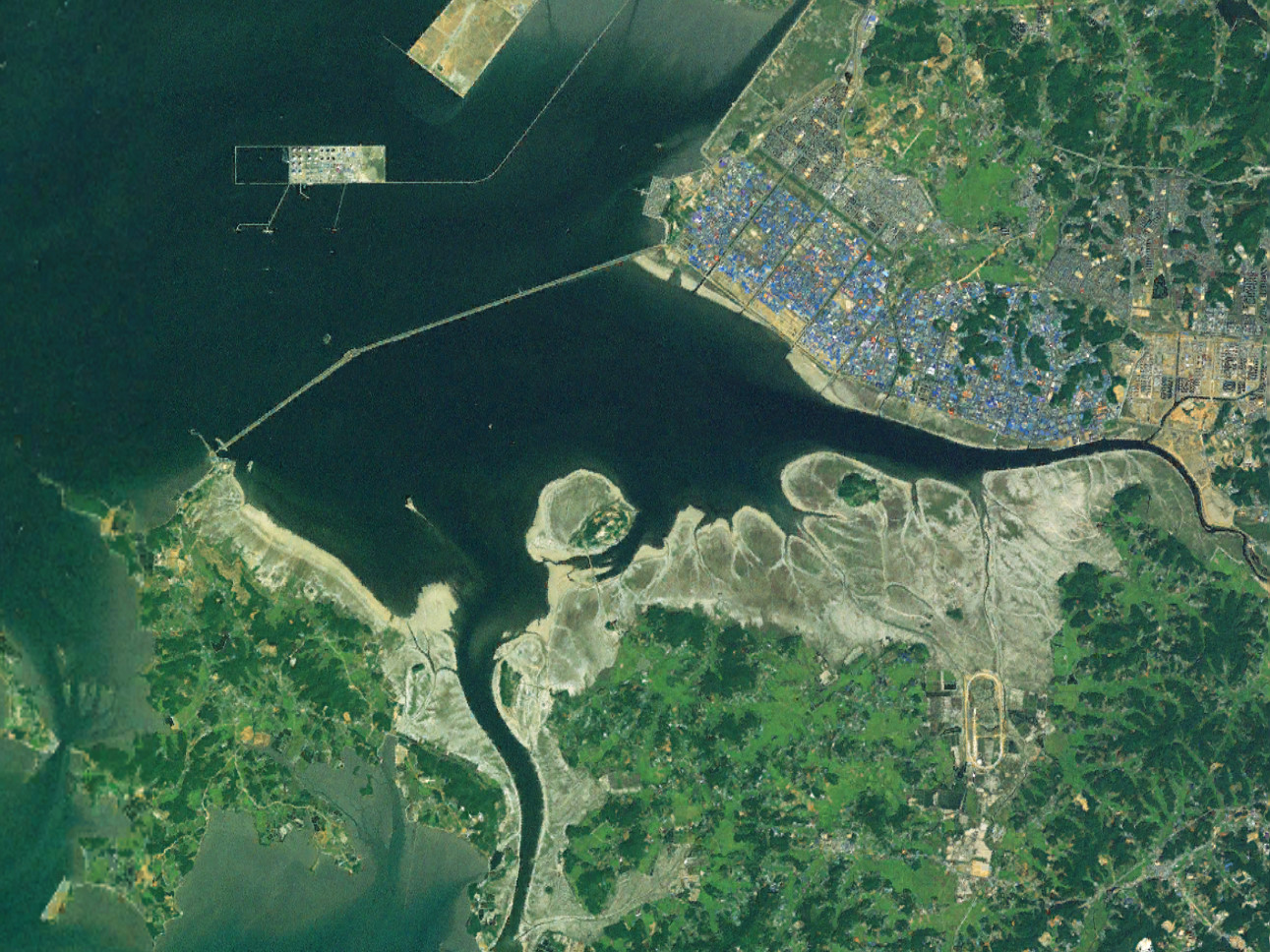
航空写真

1987年6月に着工し、1994年1月に始興市の烏耳島と大阜島のバンアモリを結ぶ主防潮堤の完成と同時に誕生した。始華湖という名称は、防潮堤全体の両端の地名である「始興」と「華城」の頭文字をとってつけられたものである。
始華湖の周辺には、世界的な希少種であるセイタカシギをはじめ、ハクチョウ、 ミヤコドリなどの鳥類が、また周辺の干潟には大型無脊椎動物、ゴカイ類、甲殻類、軟体動物などが棲息しており、生態系の宝庫である。
本来、始華湖は、干拓地に造成される農地や工業団地の用水を供給するための淡水湖として計画されたが、完成以後、始華湖の流域の工場の廃汚水や生活排水の流入で水質が急激に悪化したため、1997年以降海水を流入させ始め、2000年12月に大韓民国政府は始華湖の淡水化を放棄し、海水化を宣言した。

## 始華湖事業の目的と背景
始華地区の開発事業は、大型干拓事業により工業団地、都市、農地などを開発するというものであったが、短期的には1980年代に中東地域の景気が沈滞化したために海外事業から撤退した建設業者の遊休機材と労働力を活用せよとの経済界からの建議が作用したことが、事業推進の背景にある。

## 始華湖の水質汚染の原因
初期計画の段階で十分な準備なしに、経済的な必要性によりを早急に推進するしかなかったことは要因のひとつであるが、この開発が推進された1980年代の環境より開発が優先される社会経済的な条件下での、国家全体に広がっていた環境意識の不在が生んだ結果である。
湖の面積に比し、流域面積が小さく、流域の大部分は丘陵地と長さ10km内外の河川で、流入水量が不足しており、水質管理が難しい地形である。また防潮堤の閉め切り当時、始華湖に流入する下水量は1日49万m3に達していたが、うち64％は下水処理されていなかった。

## 始華湖の現在の状況
1996年7月に大韓民国政府は「始華湖水質改善計画」を発表し、環境基礎施設の新・増設、下水管路の整備などの汚染源遮断対策とともに、排水閘門の運用を通じた湖内への海水流出入という方法を提示した。この計画が本格的に施行された1997年のCOD値14.7ppmをピークに、始華湖の水質は急速に改善する様相をみせたが、1999年以降のCOD値は4から5ppmを維持しており、これ以上の良化をみせず、大韓民国政府では人工湿地を造成し運営中で、始華防潮堤には25万kWの始華潮力発電所(2011年稼働)が建設されている。これまでの研究結果によれば潮力発電所により従来の6倍の海水が流出入する見込みで、クリーンエネルギー生産という本来の目的はもちろん、水質改善も期待されている。
海水化以降、 いったんは始華湖を去った生物たちも戻り始めており、人々がレジャー活動を楽しむ水辺の親水公園としての変化も見せ始めている。水泳に支障がない水準まで水質が改善したため、2002年以降毎年、フィン水泳大会が開催されており、また始興市生活体育協議会主管で公有水面の占用許可を与えられたヨット愛好家たちがヨットを楽しんでいる。